# Bisbat de Jaca
El bisbat de Jaca és una seu episcopal que distribueix les seves parròquies per les províncies laiques d'Osca i Saragossa, a Aragó. La seva seu és la catedral de Jaca. És l'única diòcesi aragonesa que no pertany a l'arxidiòcesi de Saragossa sinó que està adscrita a la pamplonesa. El seu bisbe és Julián Ruiz Martorell, qui també ho és de la diòcesi d'Osca.

Mapa d'Aragó mostrant la diòcesi de Jaca i les divisions episcopals de la comunitat autònoma

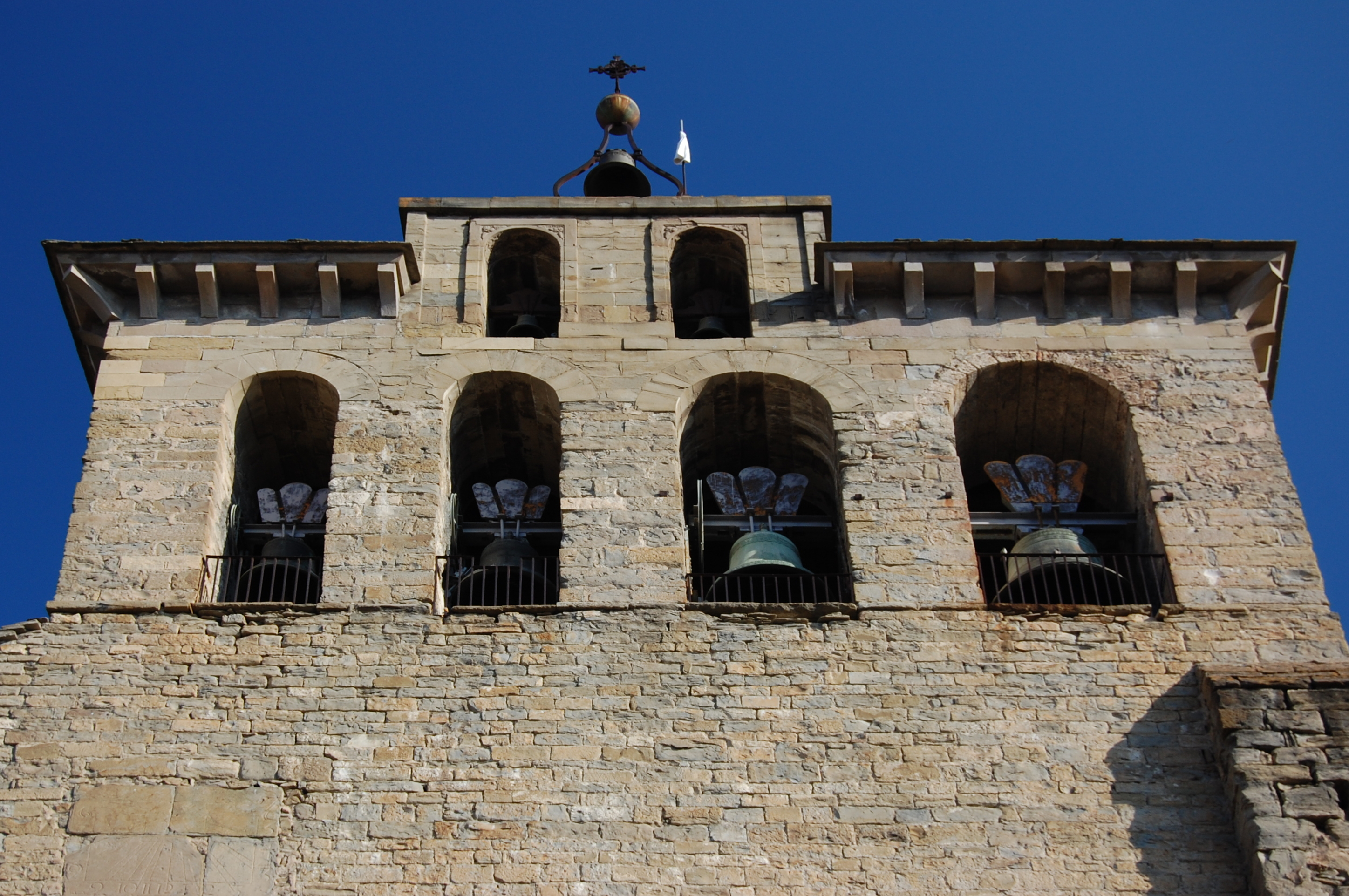
Campanar de la Catedral

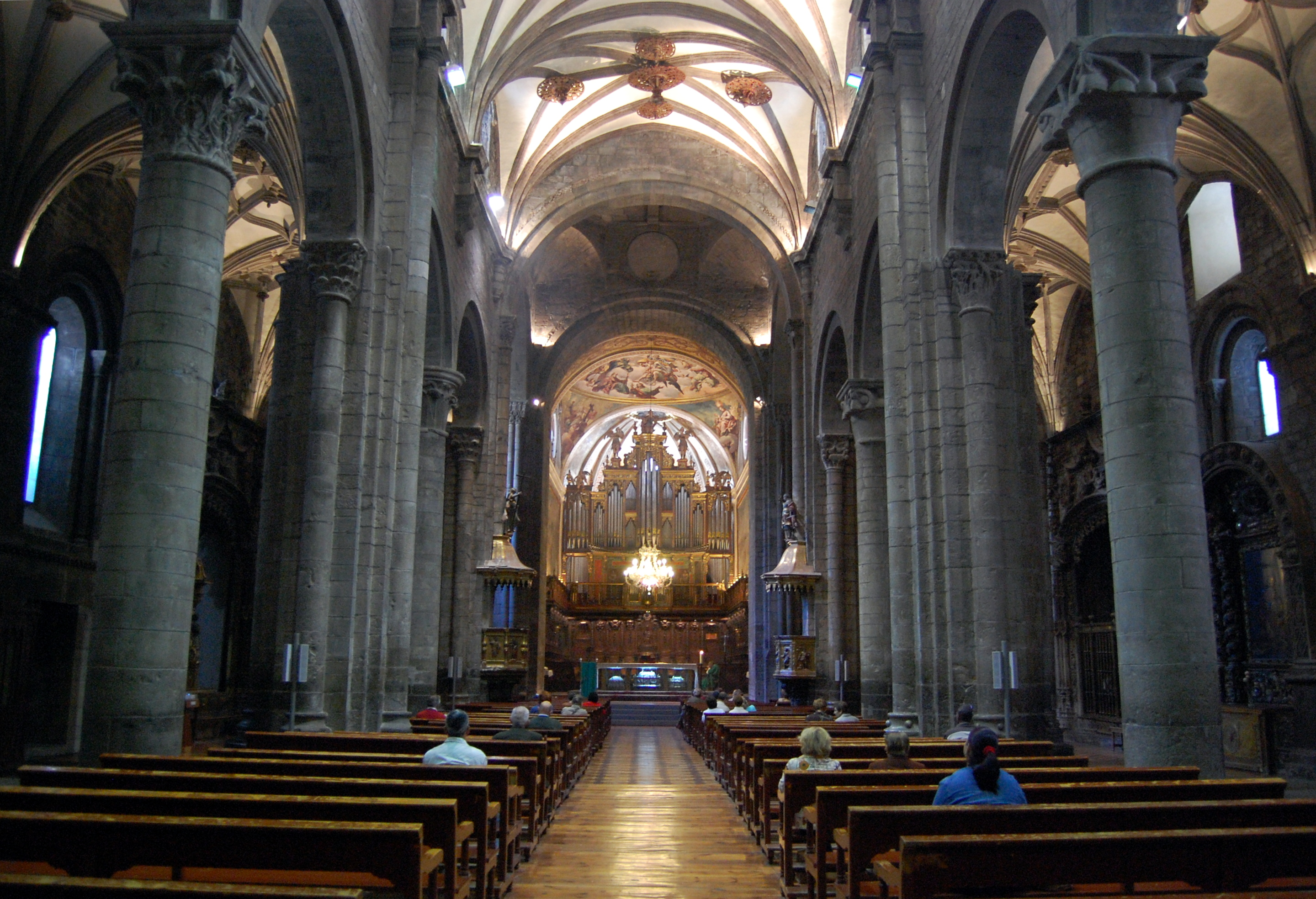
Nau central de la Catedral

No hi ha notícies del bisbat de Jaca anteriors a la conquesta omeia d'Hispània. Quan els mahometans conqueriren Osca el seu bisbe i els cristians es refugiaren a les muntanyes de Jaca, igualment conquerida el 97é any des l'Hègira (716/717), que formava part del bisbat d'Osca. Els seus límits corrien pel nord als Pirineus des del naixement del Cinca als llocs d'Ansó fins al lloc d'Aragüés i Moncubell. Residiren alternativament segons els avatars de les guerres amb els moros a Jaca, a San Juan de la Peña, San Pedro de Siresa o San Adrián de Sásabe. En aquesta època els bisbes d'aquesta regió rebien indistintament el títol de bisbe d'Osca, Jaca o Aragó (pel Comtat d'Aragó). No obstant això hi ha un reguitzell de falsos cronicons que fan davallar la llista de bisbes fins a l'època romana i visigòtica, com el d'Auberto i Liutprando.
Al bisbat hi ha diversos establiments monàstics i conventuals de destacada antiguitat entre ells el monestir de San Andrés de Fanlo, el de San Salvador de Puyó, el de San Pedro de Raba o Rábaga, Santa María de Fonfrida (prop de Salvatierra), el de San Martín de Cercito (prop d'Acumuer), el de San Martín de Cillas, el de San Esteban de Huértolo, el de Labasal o Navasal dedicat als sants Julià i Basilissa al Valle de Hecho, el de San Pedro de Siresa, monestir de Santa Cristina, de canonges regulars de Sant Agustí, San Juan de la Peña, el de Santa Cruz de la Serós. Pel que fa als convents hi ha el Convent de Missioners de Nuestra Señora el Pilar de Pares Mercenaris de la vila d'Embún, el convent de Sant Domènec de Jaca, el Convent del Carme de Jaca, de carmelites calçats, i el Convent de Sant Francesc de Jaca de frares menors.

## Llista de bisbes
- García Ramírez (1076-1086)
- Pedro I (1087-1097)

En 1096 la seu torna a Osca.
- Pedro II (1097-1099)
- Esteban (1099-1130)
- Arnaldo Dodón (1130-1134)
- Dodón (1134-1160)
- Martín (1162)
- Esteban de San Martín (1166-1185)
- Ricardo (1187-1201)
- García de Gúdal (1201-1236)
- Vidal de Canyelles (1238-1252)
- Domingo de Sola (1253-1289)
- García Pérez de Zuazo (1269-1273)
- Jaime Sarroca (1273-1290)
- Ademar (1290-1300)
- Martín López de Azlor (1300-1313)
- Martín Oscabio (1313-1324)
- Gastó de Montcada (1324-1328, nomenat bisbe de Girona)
- Pedro de Urrea (1328-1336)
- Bernart Oliver (1337-1345)
- Gonzalo Zapata (1345-ca. 1348)
- Pedro Glascario (1348-1357)
- Guillermo de Torrellas (1357-1361)
- Bernardo Folcaut (1362-1364)
- Jimeno Sánchez de Ribabellosa (1364-1368)
- Juan Martínez (1369-1372?)
- Fernando Pérez Muñoz (1372-1383)
- Berenguer d'Anglesola (1383-1384, nomenat bisbe de Girona)
- Francesc Riquer i Bastero (1384-1393, nomenat bisbe de Vic)
- Juan de Bafes (1393-1403)
- Juan de Tauste (1403-1410, nomenat bisbe de Sogorb i Albarracín)
- Domingo Ram (1410-1415)
- Aviñón (1415-1421)
- Hugo de Urriés (1420-1443)
- Guillermo de Siscar (1443-1457)
- Guillermo Ponz de Fenollet (1458-1465)
- Antonio de Espés (1470-1484)
- Juan de Aragón y Navarra (1484-1526)
- Alonso de So de Castro y de Pinós (1527)
- Diego de Cabrera (1528-1529)
- Lorenzo Campeggi (1530-1532)
- Jerónimo Doria (1532-1534)
- Martín de Gurrea (1534-1544)
- Pere Agustí i Albanell (1545-1572)

El bisbat de Jaca se separa del d'Osca.
Bisbes de Jaca (sensu stricto)
- Pedro del Frago Garcés (1572-1577, nomenat bisbe d'Osca)
- Gaspar Juan de la Figuera (1578-1583, nomenat bisbe d'Albarrasí)
- Pedro de Aragón (1584-1592) posteriorment bisbe de Lleida
- Diego Monreal (1592-1594, nomenat bisbe d'Osca)
- Malaquías Asso, O. Cist. (1594-1606)
- Tomás Cortés de Sangüesa (1607-1614, nomenat bisbe de Terol)
- Diego Ordóñez, O.F.M. (1614-1615, nomenat bisbe de Salamanca)
- Pedro Fernández Zorrilla (1615-1616, nomenat bisbe de Mondoñedo)
- Felipe Guimerá, O. de M. (1616-1617)
- Luís Díez de Aux de Armendáriz, O. Cist. (1617-1622, nomenat bisbe d'Urgell)
- Joan Estelrich (1622-1626)
- José Palafox Palafox (1627-1628)
- Alvaro Mendoza, O.F.M. (1628-1631)
- Vicente Domec (1631-1635, nomenat bisbe d'Albarrasí)
- Mauro de Villarroel, O.S.B. (1635-1646)
- Juan Domingo Briz Trujillo (1647-1648)
- Jerónimo de Ipenza (1649-1652)
- Bartolomé de Fontcalda (1653-1671)
- Andrés Aznar (1671-1674)
- José de Santolaria (1673-1674)
- Bernardo Mateo Sánchez del Castellar (1677-1683)
- Miguel de Frías Espinei (1683-1704)
- Mateo Foncillas Mozárabe (1705-1717)
- Francisco Palanco, O.M. (1717-1720)
- Miguel Estela, O.M. (1721-1727)
- Antonio Alejandro Sarmiento Sotomayor, O.S.B. (1728-1728, nomenat bisbe de Mondoñedo)
- Pedro Espinosa de los Monteros, O.F.M. (1728-1733)
- Ramon Nogués (1734-1738)
- Juan Domingo Manzano Carvajal (1739-1750)
- Esteban Villanova Colomer (1751-1755, nomenat bisbe de Tarassona)
- Pascual López Estaún (1755-1776, nomenat bisbe d'Osca)
- Andrés Pérez Bermúdez, O.F.M. (1777-1779)

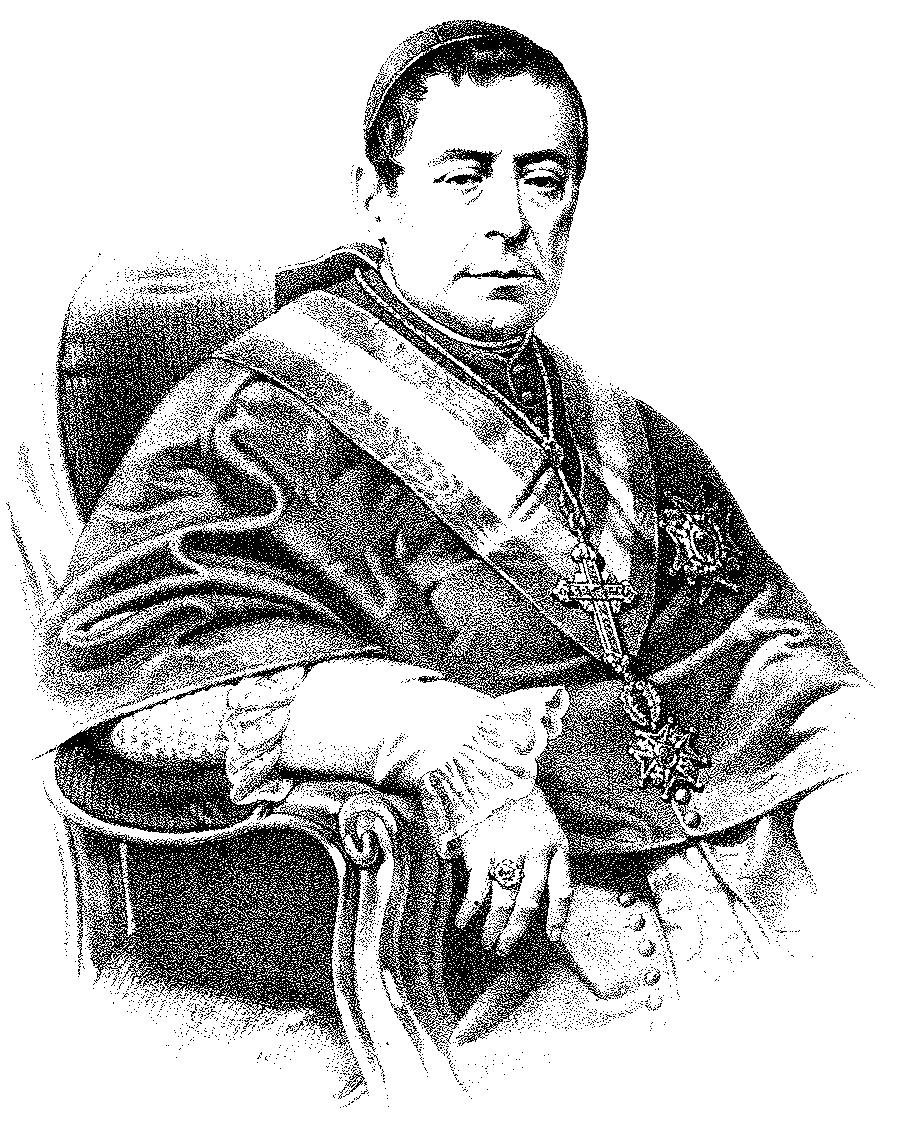
D. Miguel García Cuesta bisbe entre 1848-1851

- Julián Gascueña Herráiz, O.F.M. (1780-1784, nomenat bisbe d'Àvila)
- José López Gil, O. Carm. (1785-1802)
- Lorenzo Algüero Ribera, O.S.M. (1802-1814, nomenat bisbe de Sogorb)
- Cristóbal Pérez Viala (1815-1822)
- Leonardo Santander Villavicencio (1824-1828, nomenat bisbe d'Astorga)
- Pedro Rodriguez Miranda, O. de M. (1829-1831)
- Manuel María Gómez de las Rivas (1831-1847, nomenat Arquebisbe de Saragossa)
- Miguel García Cuesta (1848-1851, nomenat Arquebisbe de Santiago de Compostel·la)
- Juan José Biec Belio (1852-1856)
- Pedro Lucas Asensio Poves (1857-1870)
- Ramón Fernández y Lafita (1874-1890)
- José López Mendoza y García, O.S.A. (1891-1899, nomenat bisbe de Pamplona)
- Francisco Javier Valdés y Noriega, O.S.A. (1899-1904, nomenat bisbe de Salamanca)
- Antolín López y Peláez (1904-1913, nomenat Arquebisbe de Tarragona)

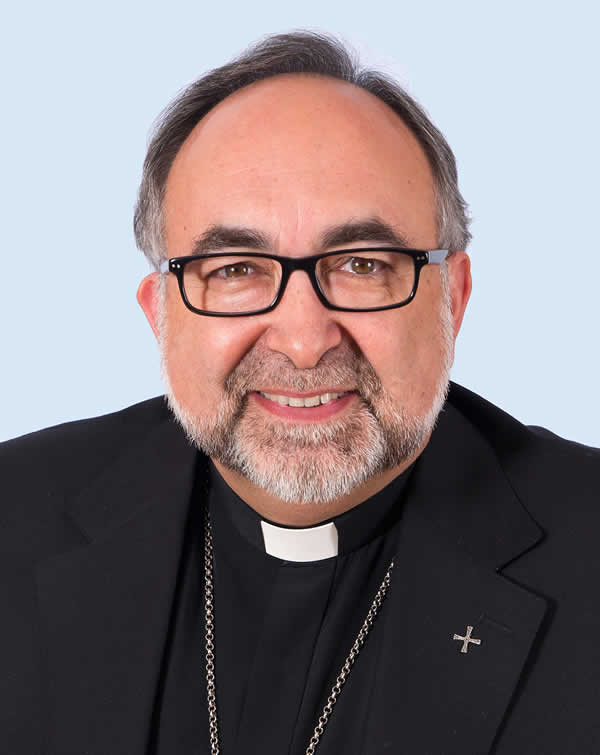
D. Jesús Sanz Montes bisbe entre 2003-2009

- Manuel de Castro Alonso (1913-1920, nomenat bisbe de Segovia)
- Francisco Frutos Valiente (1920-1925, nomenat bisbe de Salamanca)
- Juan Villar y Sanz (1926-1943, nomenat bisbe de Lleida)
- José María Bueno y Monreal (1945-1950, nomenat bisbe de Vitòria)
- Angel Hidalgo Ibáñez (1950-1978)
- Juan Angel Belda Dardiñá (1978-1983, nomenat bisbe de Lleó)
- Rosendo Alvarez Gastón (1984-1989, nomenat bisbe d'Almeria)
- José María Conget Arizaleta (1990-2001)
  - Sede vacante (2001-2003):Juan José Omella Omella, administrador apostòlic
- Fr. Jesús Sanz Montes, O.F.M. (2003-2009) (nomenat Arquebisbe d'Oviedo)
  - Sede vacante (2009-2010): Jesús Sanz Montes, administrador apostòlic
- Julián Ruiz Martorell (des de 2010)